# Bouhet
Bouhet település Franciaországban, Charente-Maritime megyében. Lakosainak száma 910 fő (2022. január 1.). Bouhet Anais, Benon, Le Gué-d’Alleré, Puyravault, Virson és Vouhé községekkel határos.

## Népesség
A település népességének változása:
| Lakosok száma | 303  | 377  | 390  | 656  | 848  | 886  | 903  | 916  | 911  | 910  |
|               | 1968 | 1982 | 1990 | 2006 | 2013 | 2015 | 2017 | 2019 | 2020 | 2022 |